# Giacomo Rizzolatti

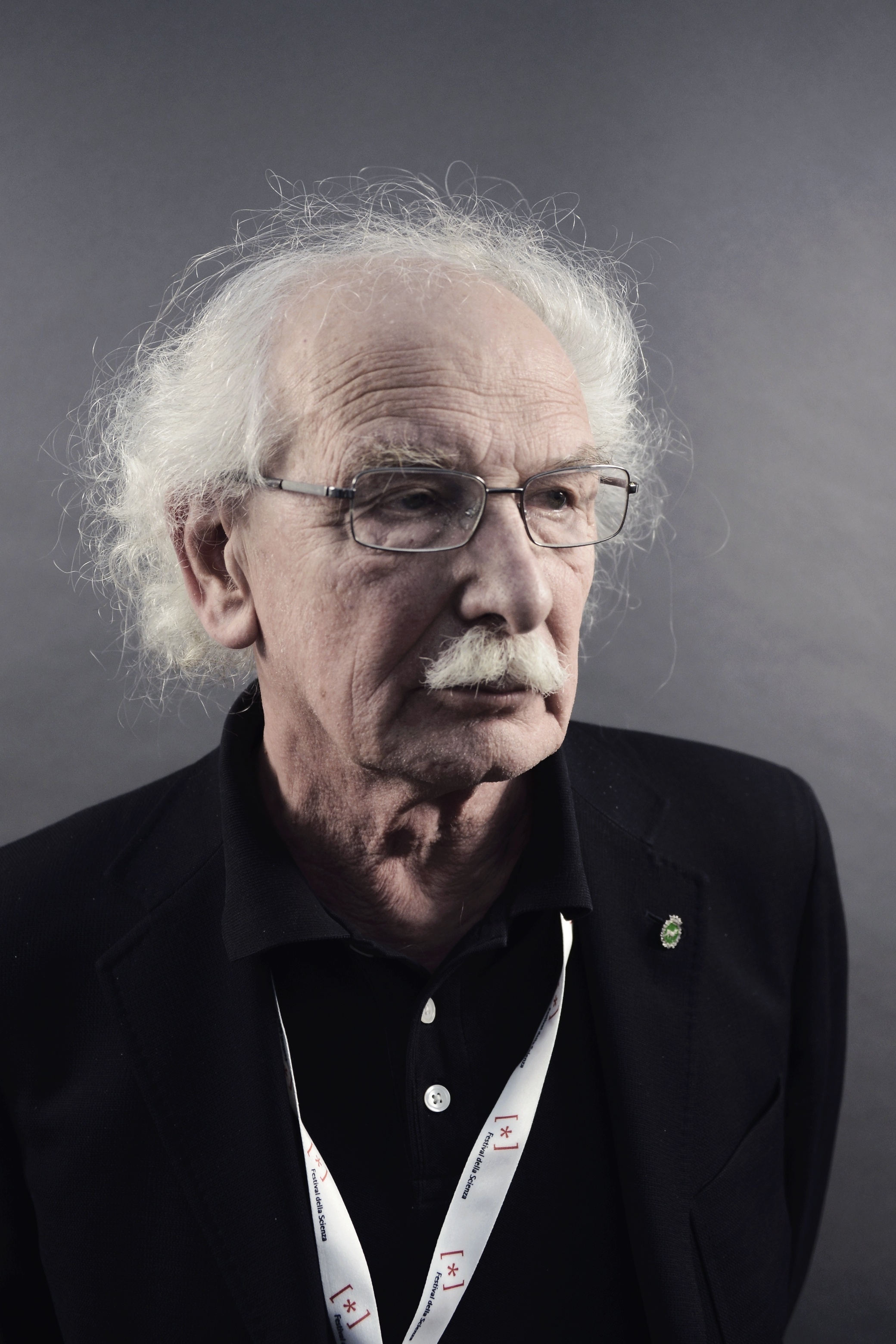
Giacomo Rizzolatti (2012)

Giacomo Rizzolatti (* 28. April 1937 in Kiew) ist ein italienischer Neurophysiologe. Er wurde 1961 an der Universität Padua  promoviert und schloss drei Jahre später dort seine neurologische Weiterbildung ab. Rizzolatti ist heute emeritierter Professor der Universität Parma und leitet eine Forschungsgruppe zum Thema Spiegelneurone.

## Leben
Giacomo Rizzolatti gilt als einer der bedeutendsten Hirnforscher unserer Zeit. Seit den 1980er Jahren beschäftigt sich Rizzolatti mit der Erforschung von Nervenzellen, die Handlungen steuern und daher „Handlungsneurone“ genannt werden. Im Jahr 1992 erreichte Rizzolatti mit einem einfachen Experiment mit Affen einen wissenschaftlichen Durchbruch auf diesem Gebiet. Rizzolatti wies nach, dass im Gehirn eines Affen die gleichen neuralen Prozesse ablaufen, egal, ob er ein eigenes Verhalten zeigt oder dieses nur beobachtet. Hierfür wurden die Hirnströme von Affen gemessen, wenn sie eine Nuss finden und verspeisen oder nur durch eine Glasscheibe beobachten, wie ein Artgenosse dies tut. In  beiden Fällen kam es zu identischen Abläufen im Gehirn der Affen. Noch nie zuvor war experimentell gemessen und verglichen worden, wie ein Gehirn reagiert, wenn ein eigenes Verhalten gezeigt oder nur beobachtet wird. Die Nervenzellen, die beim Beobachten die gleichen Reaktionen zeigen wie beim eigenen gezeigten Verhalten, nannte Rizzolatti Spiegelneurone. Seit Rizzolattis Erfolg erforschen Wissenschaftler mehrerer Fachrichtungen überall auf der Welt die Spiegelneurone. Rizzolatti selbst arbeitet bis heute an der Universität Parma auf diesem Gebiet. Die Erforschung der Spiegelneurone gilt mancherorts als wichtiger Baustein zur Diskussion der Fragen, warum der Mensch zu Empathie fähig ist, sich sozial verhält und wie die menschliche Moral entstanden sein könnte.

## Kritik
Nachfolgende Forschungen, insbesondere in den Neurowissenschaften, haben bislang für keine Spezies Anhaltspunkte für den von Rizzolatti erdachten Zusammenhang von Spiegelneurone und Empathie (Mitgefühl) erbracht. Als Teil dieser Kritik wurde insbesondere hervorgehoben, dass empathisches Verhalten nicht mit Nachahmungsverhalten (vgl. Gefühlsansteckung) verwechselt werden darf.

## Ehrungen
- 1982 Golgi-Preis der Physiologie, Accademia Nazionale dei Lincei
- 1989 Mitglied der Academia Europaea
- 1999 George A. Miller Prize in Cognitive Neuroscience, Cognitive Neuroscience Society (USA)
- 2000 Feltrinelli-Preis für Medizin, Accademia Nazionale dei Lincei[12]
- 2002 Mitglied der American Academy of Arts and Sciences
- 2005 Herlitzka Preis der Physiologie, Accademia delle Scienze di Torino (Italien)[13]
- 2005 Mitglied der Académie des sciences[14]
- 2007 Neuronal Plasticity Prize
- 2010 Jean-Louis-Signoret-Preis
- 2011 Prinz-von-Asturien-Preis in der Kategorie Wissenschaftliche und technische Forschung, gemeinsam mit Joseph Altman und Arturo Álvarez-Buylla
- 2012 Mitglied der National Academy of Sciences[15]
- 2014 Brain Prize[16]
- 2014 Mitglied der EMBO[17]
- 2021 Auswärtiges Mitglied der Royal Society

## Schriften (Auswahl)
- Giacomo Rizzolatti, Corrado Sinigaglia: Empathie und Spiegelneurone: Die biologische Basis des Mitgefühls. Frankfurt am Main.: Suhrkamp, 2008, ISBN 978-3-518-26011-1. (Originaltitel: So Quel che fai - Il cervello che agisce e i neuroni specchi. 2006, ISBN 88-6030-002-9)
- Giacomo Rizzolatti, Lisa Vozza: Nella mente degli altri. Neuroni specchio e comportamento sociale. Zanichelli, 2007, ISBN 978-88-08-06671-8.